# 萩原章史
萩原 章史（はぎわら あきふみ、1962年1月23日 - ）は、日本の実業家。株式会社食文化代表取締役。創業者。株式会社日本食材情報代表取締役。株式会社食元気代表取締役。北谷稲荷神社で神職（権禰宜）の仕事も兼任。地方の食文化継承と小規模な生産者や販売者を盛り上げ地域経済への貢献で、地方創生に尽力している
。一般社団法人ベジマカ協会理事長。

## 経歴
静岡県島田市に生まれる。1980年、静岡県立藤枝東高等学校を卒業。1984年、早稲田大学政治経済学部を卒業。2000年12月31日、39歳11ヶ月で大手ゼネコンを退職。2001年4月2日、株式会社食文化を創業。2001年8月、ECサイト『うまいもんドットコム』の運営開始。2004年4月、『築地市場ドットコム（現豊洲市場ドットコム）』の運営開始。2009年8月、ジェーシービーと提携し、BtoB販売・決済支援サービス『うまいもんPRO』の運営開始。2010年8月、『秘密のケンミンSHOW』ECサイト・『秘密のケンミン館』の運営開始。11月、プレジデント社『dancyu』ECサイト・『dancyuドットコム』の運営開始。2011年5月10日、ぐるなびとの共同資会社『株式会社日本食材情報』の代表取締役に就任。7月、伊藤忠食品から『ギフトカードモール exchange.com』を受託。2013年4月、ローソンと協業し『株式会社食のマーケティング』代表に就任。11月、『日経レストラン』とコラボし、ECサイト『日経レストランONLINEスペシャル 目利き問屋』を開始。2016年1月5日、大倉陶園作干支の白磁酒杯をプロデュース。2017年6月、ヤフー株式会社社会貢献推進室と業務提携をし、東北エールマーケットのLOHACO（ロハコ）店の運営受託を開始。2019年4月2日、株式会社食元気を設立(共同創業者:堀江重郎)。2023年3月17日、書籍「生涯現役宣言」枯れない男になるための生き方を発売 。4月11日、産地応援プロジェクト始動。

## 受賞
- 日本流通産業新聞社主催第1回「日本ネット経済新聞賞グッドコラボレーション部門」を受賞 (2014年10月16日)
- JVA2011審査委員会特別賞地域貢献特別賞を受賞(中小企業基盤整備機構)[20]

## 著書
- 「生涯現役宣言 枯れない男になるための生き方」〈2023年3月15日、幻冬舎〉ISBN 9784344941779 [18]
- 堀江重郎監修 dancyu元氣食堂『肉とマカとテストステロン』プレジデントムック（2018年8月31日、プレジデント社）ISBN 9784833477253 [21]

## 雑誌記事
- Interview 株式会社食文化/代表取締役社長 萩原章史「夢は、地方発信の日本の食文化を世界に向けて『うまいもんドットコム』を運営」（月刊 近代中小企業 速習 2008年10月号、マップアソシエーツ）[22]。

## 出演番組
- 『日経スペシャル ガイアの夜明け』(2007年7月31日、テレビ東京）[23]
- 『ソロモン流』(2013年8月18日、テレビ東京)[24]
- 『開運!なんでも鑑定団』(2016年7月5日、テレビ東京)[25][26]
- 日経スペシャル カンブリア宮殿 日本の"うまいもん"を届ける！ グルメ通販の仕掛け人（2022年2月24日、テレビ東京）- 食文化社長として出演[27]。